# العلاقات الصينية القرغيزستانية
العلاقات الصينية القيرغيزستانية هي العلاقات الثنائية التي تجمع بين الصين وقيرغيزستان.

## مقارنة بين البلدين
هذه مقارنة عامة ومرجعية للدولتين:
| وجه المقارنة                                              | الصين                    | قيرغيزستان                      |
| --------------------------------------------------------- | ------------------------ | ------------------------------- |
| المساحة (كم2)                                             | 9.60 مليون               | 199.95 ألف                      |
| عدد السكان (نسمة)                                         | 1.33 مليار               | 6.20 مليون                      |
| الكثافة السكانية (ن./كم²)                                 | 138.54                   | 31.01                           |
| العاصمة                                                   | بكين                     | بيشكك                           |
| اللغة الرسمية                                             | اللغة الصينية القياسية   | اللغة الروسية، اللغة القيرغيزية |
| العملة                                                    | رنمينبي                  | سوم قيرغيزستاني                 |
| الناتج المحلي الإجمالي (بليون دولار)                      | 12.24 تريليون            | 7.56 مليار                      |
| الناتج المحلي الإجمالي (تعادل القوة الشرائية) بليون دولار | 19.82 تريليون            | 20.45 مليار                     |
| الناتج المحلي الإجمالي الاسمي للفرد دولار أمريكي          | 8.03 ألف                 | 1.10 ألف                        |
| الناتج المحلي الإجمالي للفرد دولار أمريكي                 | 13.21 ألف                |                                 |
| مؤشر التنمية البشرية                                      | 0.728                    | 0.655                           |
| رمز المكالمات الدولي                                      | +86                      | +996                            |
| رمز الإنترنت                                              | .cn، .中国 ‏، .中國 ‏      | .kg                             |
| المنطقة الزمنية                                           | توقيت الصين، ت ع م+08:00 | ت ع م+06:00                     |

## منظمات دولية مشتركة
يشترك البلدان في عضوية مجموعة من المنظمات الدولية، منها:
| علم المنظمة | اسم المنظمة                                                | تاريخ انضمام الصين | تاريخ انضمام قيرغيزستان |
| ----------- | ---------------------------------------------------------- | ------------------ | ----------------------- |
|             | بنك التنمية الآسيوي                                        | 1986               | 1994                    |
|             | مؤسسة التنمية الدولية                                      | 24 سبتمبر 1960     | 24 سبتمبر 1992          |
|             | يونسكو                                                     | 4 نوفمبر 1946      | 2 يونيو 1992            |
|             | وكالة ضمان الاستثمار متعدد الأطراف                         | 30 أبريل 1988      | 21 سبتمبر 1993          |
|             | الأمم المتحدة                                              | 25 أكتوبر 1971     | 2 مارس 1992             |
|             | العملية المشتركة للاتحاد الأفريقي والأمم المتحدة في دارفور | ?                  | ?                       |
|             | منظمة شانغهاي للتعاون                                      | 26 أبريل 1996      | 26 أبريل 1996           |
|             | الاتحاد البريدي العالمي                                    | ?                  | ?                       |
|             | البنك الدولي للإنشاء والتعمير                              | 27 ديسمبر 1945     | 18 سبتمبر 1992          |
|             | الاتحاد الدولي للاتصالات                                   | 1 سبتمبر 1920      | 20 يناير 1994           |
|             | منظمة حظر الأسلحة الكيميائية                               | ?                  | ?                       |
|             | مؤسسة التمويل الدولية                                      | 15 يناير 1969      | 11 فبراير 1993          |
|             | منظمة التجارة العالمية                                     | 11 ديسمبر 2001     | ?                       |
|             | منظمة الشرطة الجنائية الدولية                              | ?                  | ?                       |

## أعلام
هذه قائمة لبعض الشخصيات التي تربطها علاقات بالبلدين:
- الزات اخميتوف (لاعب كرة قدم روسي، 31 ديسمبر 1997[22] – )

## وصلات خارجية
- موقع وزارة الخارجية الصينية
- موقع وزارة الخارجية القيرغيزستانية